# Nederlandse kampioenschappen schaatsen afstanden 2014
De Nederlandse kampioenschappen afstanden 2014 werden van 25 tot en met 27 oktober 2013 gehouden in de overdekte schaatshal Thialf in Heerenveen. Tijdens deze NK Afstanden (m/v) waren er naast de nationale titels op de afstanden ook plaatsbewijzen te verdienen voor de vier wereldbekerwedstrijden die op het kampioenschap zouden volgen.
In het mannentoernooi verdedigde Sven Kramer zijn titel op de 5000 met succes; Michel Mulder (500) raakte zijn titel kwijt aan Jan Smeekens. Koen Verweij versloeg titelhouder Kjeld Nuis op de 1500 meter in een direct duel; de eerder gestopte oudgediende Erben Wennemars maakte op die afstand een opvallende rentree. Kjeld Nuis wist op de 1000 meter zijn titel wel te prolongeren en in de laatste rit van het toernooi reed Sven Kramer weg bij zijn directe concurrent en titelverdediger Jorrit Bergsma en veroverde daarmee de Nederlandse titel op de 10 kilometer.
Bij de vrouwen verloor Ireen Wüst haar titel op de 1500 meter aan Jorien ter Mors, maar wist op de 3000 meter revanche te nemen door de titel te veroveren voor Ter Mors; Valkenburg was uittredend kampioene 3000 meter maar stelde teleur. Thijsje Oenema was titelverdediger op de 500 meter maar zag Margot Boer haar opvolgen, een dag later bleek Oenema nog met de naweeën van een kwaadaardig melanoom te kampen wat haar licht tegenvallende presteren verklaarde. Marije Joling was ziek en meldde zich af, ook voor de 5000 meter, waar Yvonne Nauta haar opvolgde als Nederlands kampioene. Tot slot prolongeerde Marrit Leenstra haar titel op de 1000.
Over het algemeen werd er tijdens het toernooi bijzonder hard gereden, op acht van de tien afstanden (uitgezonderd de 1000 en 1500 meter mannen) werd het kampioenschapsrecord verbroken en ook werden tientallen persoonlijke records verbeterd. De 12.46,96 van Sven Kramer op de tien kilometer was op het moment zelfs de tweede beste tijd ooit gereden.

## Tijdschema
Het tijdschema was in grote lijnen gelijk aan de vorige editie. Alleen de volgorde op de dagen zelf is enigszins omgegooid.
| Programma           |           |                                                                                        |
| Datum               | Aanvang   | Onderdeel                                                                              |
| vrijdag 25 oktober  | 15:30 uur | 500 meter mannen 1e run 5000 meter mannen 500 meter mannen 2e run 1500 meter vrouwen   |
| zaterdag 26 oktober | 14:00 uur | 3000 meter vrouwen 500 meter vrouwen 1e run 1500 meter mannen 500 meter vrouwen 2e run |
| zondag 27 oktober   | 12:15 uur | 5000 meter vrouwen 1000 meter mannen 1000 meter vrouwen 10.000 meter mannen            |

## Medailles

### Mannen
| Onderdeel        | Goud                       | Goud                 | Zilver                      | Zilver               | Brons                           | Brons                |
| ---------------- | -------------------------- | -------------------- | --------------------------- | -------------------- | ------------------------------- | -------------------- |
| 2x500 m details  | Jan Smeekens Brand Loyalty | 69.900 (34,98/34,92) | Ronald Mulder Brand Loyalty | 69.960 (34,90/35,06) | Michel Mulder Team Beslist.nl   | 70.020 (35,10/34,92) |
| 1000 m details   | Kjeld Nuis Brand Loyalty   | 1.08,84              | Koen Verweij TVM            | 1.09,20              | Sjoerd de Vries Team Beslist.nl | 1.09,32              |
| 1500 m details   | Koen Verweij TVM           | 1.46,22              | Kjeld Nuis Brand Loyalty    | 1.46,94              | Rhian Ket Project 2018          | 1.46,98              |
| 5000 m details   | Sven Kramer TVM            | 6.12,89              | Jorrit Bergsma BAM          | 6.17,79              | Bob de Jong BAM                 | 6.19,20              |
| 10.000 m details | Sven Kramer TVM            | 12.46,96             | Jorrit Bergsma BAM          | 12.52,27             | Bob de Jong BAM                 | 12.52,31             |

### Vrouwen
| Onderdeel       | Goud                             | Goud                 | Zilver                           | Zilver               | Brons                          | Brons                |
| --------------- | -------------------------------- | -------------------- | -------------------------------- | -------------------- | ------------------------------ | -------------------- |
| 2x500 m details | Margot Boer Team Liga            | 76.840 (38,54/38,30) | Laurine van Riessen Team Activia | 77.250 (38,61/38,64) | Thijsje Oenema Team Liga       | 77.480 (38,57/38,91) |
| 1000 m details  | Marrit Leenstra Team Corendon    | 1.15,38              | Ireen Wüst TVM                   | 1.15,42              | Lotte van Beek Team Corendon   | 1.15,49              |
| 1500 m details  | Jorien ter Mors NTS (shorttrack) | 1.55,88              | Lotte van Beek Team Corendon     | 1.56,11              | Ireen Wüst TVM                 | 1.56,37              |
| 3000 m details  | Ireen Wüst TVM                   | 4.02,77              | Jorien ter Mors NTS (shorttrack) | 4.04,07              | Antoinette de Jong Jong Oranje | 4.05,07              |
| 5000 m details  | Yvonne Nauta Team Liga           | 7.01,62              | Carien Kleibeuker MKBasics.nl    | 7.04,02              | Antoinette de Jong Jong Oranje | 7.06,09              |

## Medaillespiegel teams
| Plaats | Teams                        | Goud | Zilver | Brons | Totaal |
| 1      | TVM                          | 4    | 2      | 1     | 7      |
| 2      | Brand Loyalty / Team Activia | 2    | 3      | 0     | 5      |
| 3      | Team Liga                    | 2    | 0      | 1     | 3      |
| 4      | Team Corendon                | 1    | 1      | 1     | 3      |
| 5      | NTS (shorttrack)             | 1    | 1      | 0     | 2      |
| 6      | BAM                          | 0    | 2      | 2     | 4      |
| 7      | MKBasics.nl                  | 0    | 1      | 0     | 1      |
| 8      | Jong Oranje                  | 0    | 0      | 2     | 2      |
| 8      | Team Beslist.nl              | 0    | 0      | 2     | 2      |
| 10     | Project 2018                 | 0    | 0      | 1     | 1      |
| Totaal | Totaal                       | 10   | 10     | 10    | 30     |